# Lithi cyanide
Lithi cyanide là một hợp chất vô cơ, có thành phần gồm nguyên tố lithi với nhóm cyanide, với công thức hóa học được quy định là LiCN. Hợp chất tồn tại dưới dạng bột màu trắng ở nhiệt độ phòng. Lithi cyanide thường được sử dụng làm chất phản ứng trong các phản ứng vô cơ/kim loại. Lithi cyanide có thể được tìm thấy trong môi trường từ phản ứng của lithi và acetonitrile, cả hai đều tìm thấy trong pin lithi lưu huỳnh oxit. Khi hợp chất được tiếp xúc với môi trường nó có thể tạo ra hơi độc với các axit yếu được tìm thấy trong tự nhiên.

## Tác động môi trường
Lithi cyanide là một hợp chất vô cơ thường không tìm thấy trong tự nhiên, mà không có sự tác động của con người. Khi lithi cyanide được đưa vào môi trường, nó có thể phản ứng với axit hoặc các chất oxy hóa mạnh để sản sinh ra hơi HCN độc hại trong môi trường hoặc có thể sản xuất ra carbon dioxide, nitơ oxit và lithi oxit, trong trường hợp bị hỏa hoạn. Những lo ngại về tính chất nguy hiểm của việc vứt bỏ pin lithi lưu huỳnh oxit đã được nâng lên khi pin lithi trở nên phổ biến và dễ dàng tìm được. Cơ quan Bảo vệ Môi trường Hoa Kỳ và Bộ Quốc phòng nước này đã đánh giá pin lithi sulfide oxit và kết luận rằng sự hình thành LiCN là một trong những hợp chất dẫn tới chất thải nguy hại.